# Tonight, Tonight, Tonight
Tonight, Tonight, Tonight ist ein Lied der britischen Rockband Genesis. Sie erschien im Juni 1986 auf ihrem 13. Studioalbum Invisible Touch und wurde im Februar 1987 als vierte Single aus dem Album veröffentlicht.

## Entstehung und Veröffentlichung
Das Lied wurde gemeinsam von den Genesis-Mitgliedern Tony Banks, Phil Collins und Mike Rutherford geschrieben sowie produziert. Bei der Produktion erhielt die Band Unterstützung durch Hugh Padgham.
Die Erstveröffentlichung von Tonight, Tonight, Tonight erfolgte am 6. Juni 1986 als Teil von Invisible Touch bei Atlantic Records (Katalognummer: 7 81641-2), dem 13. Studioalbum von Genesis. Im Februar 1987 erschien es erstmals als vierte Singleauskopplung aus dem Album in den Vereinigten Staaten. Diese erschien als 7″-Single (Katalognummer: 7-89290) mit der B-Seite Domino, Part One (In the Glow of the Night). In Europa erschien sie gleiche Singleausführung am 23. März 1987 bei Virgin Records (Katalognummer: 108 888). Gleichzeitig erschien eine 12″-Single, die um einen Remix zu Tonight, Tonight, Tonight erweitert wurde (Katalognummer: 608 888). Neue Bearbeitungen des Liedes wurden später auf den Kompilationen Turn It On Again – The Hits (Oktober 1999) und Platinum Collection (November 2004) veröffentlicht. Liveaufnahmen des Liedes, bei denen Genesis auf den Instrumentalteil verzichteten, erschienen auf deren Livealben The Way We Walk (November 1992) und Live over Europe 2007 (November 2007). Die vollständige Liveversion der Invisible Touch Tour, aufgenommen im Juli 1987 im Londoner Wembley-Stadion, wurde schließlich 1993 als B-Seite der Single Never a Time veröffentlicht.

## Inhalt und Musikalisches
Die Idee des Liedes, das ursprünglich den Arbeitstitel Monkey Zulu hatte, geht zurück auf ein von Phil Collins auf einer LinnDrum-Drum-Machine programmiertes Schlagzeugmuster, welches Tony Banks auf seinen Keyboards mit einer bedrohlich klingenden Akkordfolge, die die dunkle Atmosphäre des Songs erzeugte, begleitete. Inspiriert durch diese düstere Stimmung improvisierte Collins die Gesangsmelodie mit zunächst unverständlichen Wortfetzen, aus denen sich schließlich der Text entwickelte.
Inhaltlich geht es um einen Drogensüchtigen, der versucht, Kontakt zu seinem Dealer aufzunehmen, um an seine nächste Ware zu kommen. Im Text wird der Kampf mit der Sucht erwähnt („like a load on your back that you can’t see / [...] / try to shake it loose, cut it free / let it go, get it away from me“), zunehmend verzweifelte Versuche, an den Dealer ranzukommen („I got some money in my pocket / about ready to burn / I don’t remember where I got it / I gotta get it to you / So please answer the phone / ’cos I keep calling / but you’re never home / what am I gonna do?“), wobei der Mittelteil in einer letzten explosiven Wutentladung und einem gequälten Hilferuf gipfelt („but now I’m in too deep /[...]/ please, get me out of here!“).

## Liveaufführungen
Tonight, Tonight, Tonight war zwischen 1986 und 1992, sowie zwischen 2007 und 2022 fester Bestandteil in Genesis’ Liverepertoire. In voller Länge wurde es jedoch nur auf der Invisible Touch Tour gespielt. Eine kürzere Version, die auf die zweite Hälfte ab dem Instrumentalteil verzichtete und stattdessen direkt in das Lied Invisible Touch überging, wurde sowohl 1992 auf der We Can’t Dance Tour, sowie auf den beiden Reunion-Tourneen 2007 und 2021/22 gespielt, allerdings jeweils in einer tieferen Tonart, um der tiefer gewordenen Stimme von Phil Collins Rechnung zu tragen.

## Musikvideo
Das Musikvideo zu Tonight, Tonight, Tonight entstand unter der Regie von James Yukich und wurde im Bradbury Building in Los Angeles gedreht, welches bereits einige Jahre zuvor als Drehkulisse für Ridley Scotts Science Fiction-Kultfilm Blade Runner diente. Im Musikvideo finden sich einige Referenzen an diesen Film wieder, wie beispielsweise die sich durch das Treppenhaus bewegenden Lichtkegel, die im Film von einem Luftschiff stammten.

## Chartplatzierungen
Tonight, Tonight, Tonight avancierte mit Rang drei zum Top-10-Erfolg in den US-amerikanischen Billboard Hot 100. Darüber hinaus erreichte es Chartplatzierungen im Vereinigten Königreich (Rang 18), Deutschland (Rang 23), Belgien (Rang 40) oder auch Neuseeland (Rang 42).
| ChartsChartplatzierungen       | Höchstplatzierung | Wochen |
| ------------------------------ | ----------------- | ------ |
| Deutschland (GfK)              | 23 (10 Wo.)       | 10     |
| Vereinigte Staaten (Billboard) | 3 (15 Wo.)        | 15     |
| Vereinigtes Königreich (OCC)   | 18 (7 Wo.)        | 7      |

| ChartsJahrescharts (1987)      | Platzierung |
| ------------------------------ | ----------- |
| Vereinigte Staaten (Billboard) | 68          |